# Чекайте «Джона Графтона»
Чекайте «Джона Графтона» (латис. Gaidiet «Džonu Graftonu») — радянський телевізійний двосерійний художній фільм режисера Андріса Розенбергса. Знятий на Ризькій кіностудії у 1979 році. В основі белетризованого сценарію лежить реальна історія про доставку партії зброї під час революції 1905 року на пароплаві «Джон Графтон».

## Сюжет
На початку літа 1905 року до латиського політемігранта, що живе на околиці Лондона, капітана Жаніса Траутмана звернулися представники партії есерів Красильников і Елконен з пропозицією провести пароплав з вантажем зброї до берегів Росії. Набравши команду зі старих і випробуваних товаришів, Траутман змінює команду купленого підставними особами англійського вантажного судна. В ході виниклої з цього приводу суперечки ножове поранення отримав матрос старої команди Девід Блейк. Пораненого Блейка і ветеринарного лікаря Грубера, який супроводжував вантаж препаратів від сибірської виразки, змушені залишити на борту судна.
У відкритому морі на борт судна були завантажені зброя і вибухівка. Пароплав взяв курс на протоку Орезунд, де його повинен зустріти зв'язковий. У той час в руки жандармів потрапляє Генріх Адельберг, один з учасників операції, відповідальний за організацію схованок. На допиті у полковника Ратаєва Адельберг розуміє, що співробітникам охоронки відомі всі деталі місії «Джона Графтона». Усвідомлюючи свою відповідальність у провалі дорученої йому справи Адельберг накладає на себе руки в тюремній камері.
Газетне повідомлення про самогубство товариша дало привід припустити наявність провокатора серед керівників акції. Щоб з'ясувати ім'я зрадника, Паул Елконен дає три неправдивих пароля трьом різним особам. У той же час він, заради порятунку практично проваленого справи, передає свої повноваження в руки більшовиків. Есер Коншин вирішує самостійно дістатися на борт судна, але в протоці Орезунд його зустрічає переодягнений агент охоронки Отцов, посланий Ратаєвим з новим паролем. Він вбиває Коншина і незабаром потрапляє на борт пароплава.
Траутман з Красильниковим розгадали у прибулому кур'єрі прихованого ворога і помістили його під арешт. Тієї ж ночі хтось допоміг йому втекти. Красильников бачить у тому, що сталося провину Блейка або Грубера. Не маючи можливості провести ретельне розслідування, він наполягає на смерті обох підозрюваних. Траутман, побоюючись, що постраждає невинний, до явного незадоволення команди, висловлюється проти Красильникова.
Посланий Траутманом на берег матрос доносить до керівників операції інформацію про ситуацію, що склалася. Судну було наказано слідувати новим курсом до острова Нарген. Завдяки виверту з фальшивим паролем есерам вдалося виявити зрадника, але на борту залишався ще один чоловік охоронки — ним виявився офіцер російської військово-морської розвідки Всеволод, який іменує себе Девідом Блейком. Йому вдалося посадити судно на мілину, і капітан Траутман був змушений віддати наказ про евакуацію. Перевантаживши частину зброї на шлюпки, команда покинула приречений пароплав.

## У ролях
- Яніс Паукштелло — Траутман
- Юріс Плявіньш — Красильников
- Юріс Стренга — Елконен
- Іонас Пакуліс — Ратаєв
- Юозас Будрайтіс — Адельберг
- Роландс Загорскіс — Блейк
- Ернст Романов — Грубер
- Інгуна Степране — Настенька
- Аквеліна Лівмане — Енн
- Мірдза Мартінсоне — Олена Павлівна
- Ромуалдс Анцанс — Литвинов
- Андріс Берзіньш — Мартін
- Хельмут Калниньш — Коншин
- Арнольд Лініньш — Сніккер
- Ольгерт Кродерс — Лукшин
- Рудольф Плепіс — Гнєздін
- Андріс Мекшс — Реппо
- Олександр Лейманіс — Бек
- Бертуліс Пізіч — Авілов
- Ріхард Пікс — хазяїн
- Регіна Разума — хазяйка
- Віктор Шільдкнехт — Джексон
- Мартиньш Вердиньш — Отцов
- Улдіс Думпіс — зв'язковий
- Улдіс Вейспалс — матрос
- Віктор Чекмарьов — Ларіон Миколайович

## Знімальна група
- Автори сценарію: Владлен Дозорцев, Валерій Стародубцев
- Режисер-постановник: Андріс Розенбергс
- Оператор-постановник: Яніс Мурніекс
- Композитор: Паулс Дамбіс
- Художник-постановник: Віктор Шільдкнехт